# Blue Pond
De Blue Pond is een meer in Newfoundland en Labrador, de oostelijkste provincie van Canada. Het meer bevindt zich in de gemeente Holyrood in het zuidoosten van Newfoundland.

## Geografie

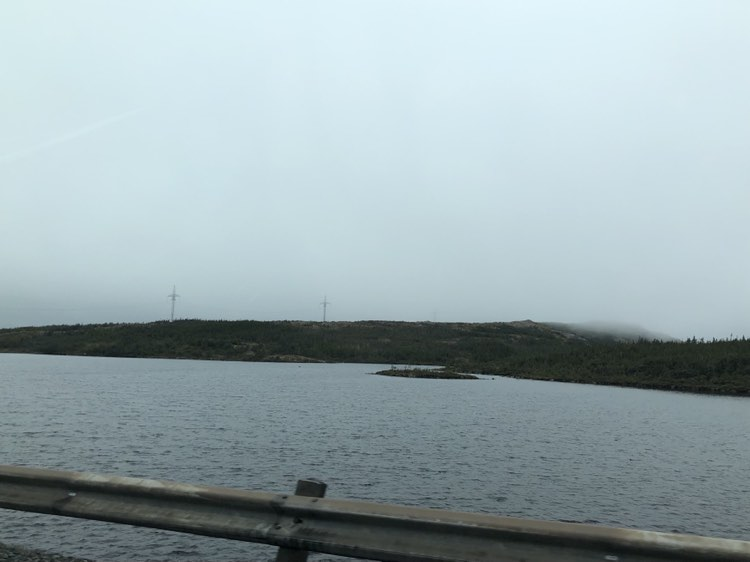
Zicht op het noordelijke deel van de Blue Pond vanaf de Trans-Canada Highway, met centraal in beeld het enige eiland van het meer

De Blue Pond heeft een oppervlakte van 19 hectare en telt één eiland. Het ligt in het onbewoonde zuidelijke deel van de gemeente Holyrood, op 6 km ten zuiden van het dorpscentrum en op zo'n 40 km ten zuidwesten van St. John's.
Het meer wordt aangedaan door de Trans-Canada Highway (NL-1), die doorheen het zuidelijkste deel van het meer aangelegd is. Hierdoor is de Blue Pond prominent zichtbaar voor eenieder die op deze verbindingsweg rijdt.
Het noordelijke en veel kleinere zuidelijke deel staan via een grote duiker onderdoor de Trans-Canada Highway met elkaar in verbinding. Deze duiker bevindt zich ter hoogte van afstandspaal 52,6 op zo'n 3 km ten westen van het knooppunt Holyrood.